# Яковенко Людмила Миколаївна
Людми́ла Микола́ївна Якове́нко (2 березня 1955 — 11 травня 2022) — українська науковиця-стоматолог, педагог, доктор медичних наук (2005), професор; лікар вищої категорії.

## З життєпису
Випускниця Київського медичного інституту імені О. О. Богомольця.
Завідувач кафедри хірургічної стоматології та щелепно-лицевої хірургії дитячого віку НМУ Богомольця (2016—2022).
Входить до складу апробаційної, спеціалізованої та вченої ради стоматологічного факультету НМУ, циклової методичної комісії, член комітету фахової експертизи «Крок 3», «Крок 2». Член Української асоціації щелепно-лицевих хірургів, член черепно-щелепно-лицевих хірургів (EACMFS).

Могила Людмили Яковенко та її родини, Байкове кладовище

Авторка 261 наукової праці — в тому числі 42 патентів на нові способи лікування, типових навчальних програм, методичних рекомендацій, робочих зошитів, 5 підручників, 5 учбово-методичних посібників.
Серед патентів: «Спосіб хірургічного лікування вроджених незрощень твердого та м'якого піднебіння», 2015, співавтори Єгоров Ростислав Ігорович та Харьков Леонід Вікторович.
Серед робіт: «Результати хірургічного лікування та якість життя хворих, оперованих з приводу множинних артеріальних аневризм головного мозку» 2007, співавтори Скорохода І. І., Цімейко Орест Андрійович та Мороз В. В.
Пішла з життя 11 травня 2022 року. Похована разом з родиною на Байковому кладовищі.